# 抽茎还阳参
抽茎还阳参（学名：Crepis subscaposa）为菊科还阳参属的植物，为中国的特有植物。分布在缅甸、中南半岛以及中国大陆的云南等地，生长于海拔1,800米的地区，目前尚未由人工引种栽培。